# 高電子移動度トランジスタ
高電子移動度トランジスタ（こうでんしいどうどトランジスタ、High Electron Mobility Transistor）は、半導体ヘテロ接合に誘起された高移動度の二次元電子ガス(2DEG)をチャネルとした電界効果トランジスタのことで、英語の単語の頭文字を取ってHEMT(ヘムト)と呼ばれる。1979年に富士通研究所の三村高志により発明された。構造上の特徴からヘテロFET (HFET、hetero-FET)、ヘテロ接合FET (HJFET、Hetero-Junction-FET)と呼ばれることもある。一般に化合物半導体で作製され、GaAs系、InP系、GaN系、SiGe系などがある。
2019年、IEEEより、HEMTは世界中の人々を映像で楽しませる手段として大きな役割を果たしていることが高く評価され、IEEEマイルストーンに認定された。

## 構造と動作原理

### エピタキシャル層構造

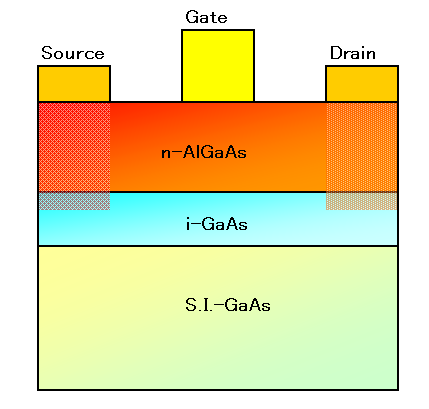
最も基本的なHEMT構造の断面図。

ここでは、GaAsとAlGaAsの場合について述べるが、他の材料系(例えば、窒化ガリウム)においても同様の構造、動作原理となる。基本的な構造は、GaAsの半絶縁性基板上に、電子走行層であるアンドープのGaAs層(i-GaAs層)と、薄いスペーサ層であるアンドープAlxGa1-xAs層(i-AlGaAs層)、電子供給層であるn型のAlxGa1-xAs層(n-AlGaAs層)をエピタキシャル成長により積み重ねた構成となる。GaAsの格子定数は5.653Å、AlAsの格子定数は5.661Åであるため、n-AlGaAs層とi-GaAs層は、最大でも格子定数の不整合は0.13%程度で小さい。そのためn-AlGaAsの混晶比xは、広い範囲で格子整合が可能である。一般には、xは0.15〜0.30の値が使用され、バンドギャップは約1.6〜1.8eVとなる。一方、i-GaAsのバンドギャップは1.4eVである。バンドギャップの異なる2種類の半導体が接触すると、その界面では伝導帯と価電子帯、両者のバンドの不連続が生じる。伝導帯の不連続量は両者の電子親和力の差で決まり、この場合電子親和力の大きなi-GaAs側のエネルギーが0.2eV程度低くなる。その結果、n-AlGaAs層のドナーから発生した電子はi-GaAs側に集まるが、特に界面近傍10nm程度厚さの領域に分布する。この電子層を二次元電子ガスと呼び、その濃度は1012(cm-2)の程度である。チャネルであるi-GaAs層とそれに接するスペーサ層(i-AlGaAs)はアンドープであるため不純物散乱が少なく、二次元電子ガスは室温で約6,000cm2/Vs、77Kで約50,000cm2/Vsという高い移動度を示す。このように、ヘテロ接合構造でバンドギャップの大きい半導体のみにドープする方法を変調ドーピングと呼び、電子濃度と移動度を両立できる構造としてR. Dingle等により提案された。

### デバイス構造

最も基本的なHEMT構造のバンド図。

一般の電界効果トランジスタと同様、ソース、ゲート、ドレインの三つの金属電極を持つ。ゲート電極は電子供給層であるn-AlGaAs層の表面に接触し、ショットキー接合を形成する。このときn-AlGaAs電子供給層には二つの空乏層が形成される。ひとつはショットキー接合の空乏層、もうひとつは二次元電子ガスの形成に伴うヘテロ界面側から伸びる空乏層である。ここで、n-AlGaAs電子供給層の厚さを、二つの空乏層が接する程度に選ぶことにする。すると、ゲート電極に電圧を加えることにより二つの空乏層の厚さを変化させ、その結果、電界効果により二次元電子ガスの濃度を制御することが可能である。ソース、ドレイン電極は二次元電子ガスとの間でオーミック接触を得るように形成される。このため、AuGe合金を用い、熱処理によってコンタクトを得る方法がしばしば用いられる。また、コンタクト抵抗を低減させるため、n-AlGaAs電子供給層上に高濃度かつ低抵抗のn-GaAs層を形成し、その上からコンタクトをとる方法も使われる。

### HEMTの電気的特性
ドレイン電流電圧特性は、あるドレイン電圧で電流が飽和する、いわゆる飽和特性を示す。電子移動度が高いこと、電子の飽和速度が高いこと、および電子供給層のドーピング濃度が高いことから、次のような特長を持つ。
- 相互コンダクタンスgmが大きい
InP系HEMTにおいて1 S/mm以上の値が得られる。
- 高周波における利得が高く、電流利得カットオフ周波数fTならびに最大発振周波数fmaxが高い
2008年、Microsystems Technology Laboratoriesは、30nmゲートInP系PHEMTにおいてfT=628GHzが達成されたことを報告した。[2]
- 低雑音
雑音指数として12GHzで0.4dBのものが市販されている。
- 高スイッチング速度

### バリエーション
HEMTの構造バリエーションとしては以下のものがある。
コンプリメンタリ(相補型)HEMT
HEMTが提案された際、シリコンのロジック回路を置き換える目的で、相補型のHEMTに関しても研究が行われた。しかし、n型に相当する本来のHEMTは高移動度で高速動作が可能であるが、p型に相当する素子はGaAsの本来のホール移動度が非常に低いため、実用性が低いことが分かり、実用化はされていない。
逆HEMT構造
通常のHEMTとAlGaAs層とGaAs層の配置を逆にした構造。オーミックコンタクトがとりやすい。
2重HEMT (double HEMT)
通常のHEMT構造+逆HEMT構造。裏面側にもn型のAlGaAs層を追加しアンドープのGaAsの表面側と裏面側両者にチャネルを形成する構造。電子濃度を約2倍にできる。
シュードモルフィックHEMT (pseudomorphic-HEMT)
通常のHEMTのチャネルを構成するi-GaAsを擬似格子整合(pseudomorphic)する他の材質に変更することにより、より高移動度、高電子濃度を実現したHEMT。ヒ化インジウムガリウム(InxGa1-xAs)をチャネルに使用したHEMTがある。転位の発生を防ぐため、InGaAsの混晶比xは0.1から0.2程度に制限される。
メタモルフィックHEMT (Metamorphic-HEMT)
シュードモルフィックHEMTでは、格子整合が必須であるが、その格子整合を行わないことによりさらに高性能を引き出したHEMT。格子整合を行わないことにより、転位が発生し、通常は、深い準位が生じ、動作に悪影響を与えるが、エピ成長時の条件により転位の方向を制御し、より高移動度、高電子濃度が実現可能である。
次に、材料バリエーションとしては以下のものがある。
GaAs系HEMT
GaAs基板を用いたHEMT。最初にn-AlxGa1-xAs/GaAs HEMTが、後に電子濃度の高いn-InxGa1-xP/GaAs HEMTが開発された。シュードモルフィックn-AlxGa1-xAs/InxGa1-xAs HEMTもこの系列になる。
InP系HEMT
InP基板を用いたHEMT。InPに格子整合したn-In0.52Al0.48As/In0.53Ga0.47As HEMTはGaAs系HEMTと比べて電子移動度、電子飽和速度、電子濃度がいずれも高く、最も高速なHEMTである。チャネルのInGaAs混晶比をより高くしたシュードモルフィックHEMT、あるいはメタモルフィックHEMTも開発されている。
GaN系HEMT
SiC基板を用い、GaNあるいはInxGa1-xNをチャネルに用いたHEMT。通常の2次元電子ガス以外に、ピエゾ効果によるキャリアも期待できる。最大190V程度の耐圧が得られ、パワーアンプ等に用いられる。電子濃度、熱伝導率等にすぐれる。
SiGe系HEMT
SixGe1-x/Siヘテロ接合を用いたHEMT。

## 用途
基板への低リーク電流と低い対地容量のため、高周波素子に使用される。近年(2006年時点)では、シリコン素子の高周波領域への進出が著しく、2GHz帯まででは、高周波スイッチ、パワーアンプ、ローノイズアンプ等に限られるが、それ以上の周波数では、化合物半導体のHEMTやHBTが使用されることが多い。